# Turun Toverit
Turun Toverit – fiński klub piłkarski z siedzibą w mieście Turku.

## Osiągnięcia
- Wicemistrz Finlandii: 1947

## Historia
Klub założony został w 1929 roku. W 1948 roku klub debiutował w najwyższej lidze mistrzostw, a w 1961 po raz ostatni zagrał w niej, po czym spadł do drugiej ligi.